# Kiekebusch (Schönefeld)

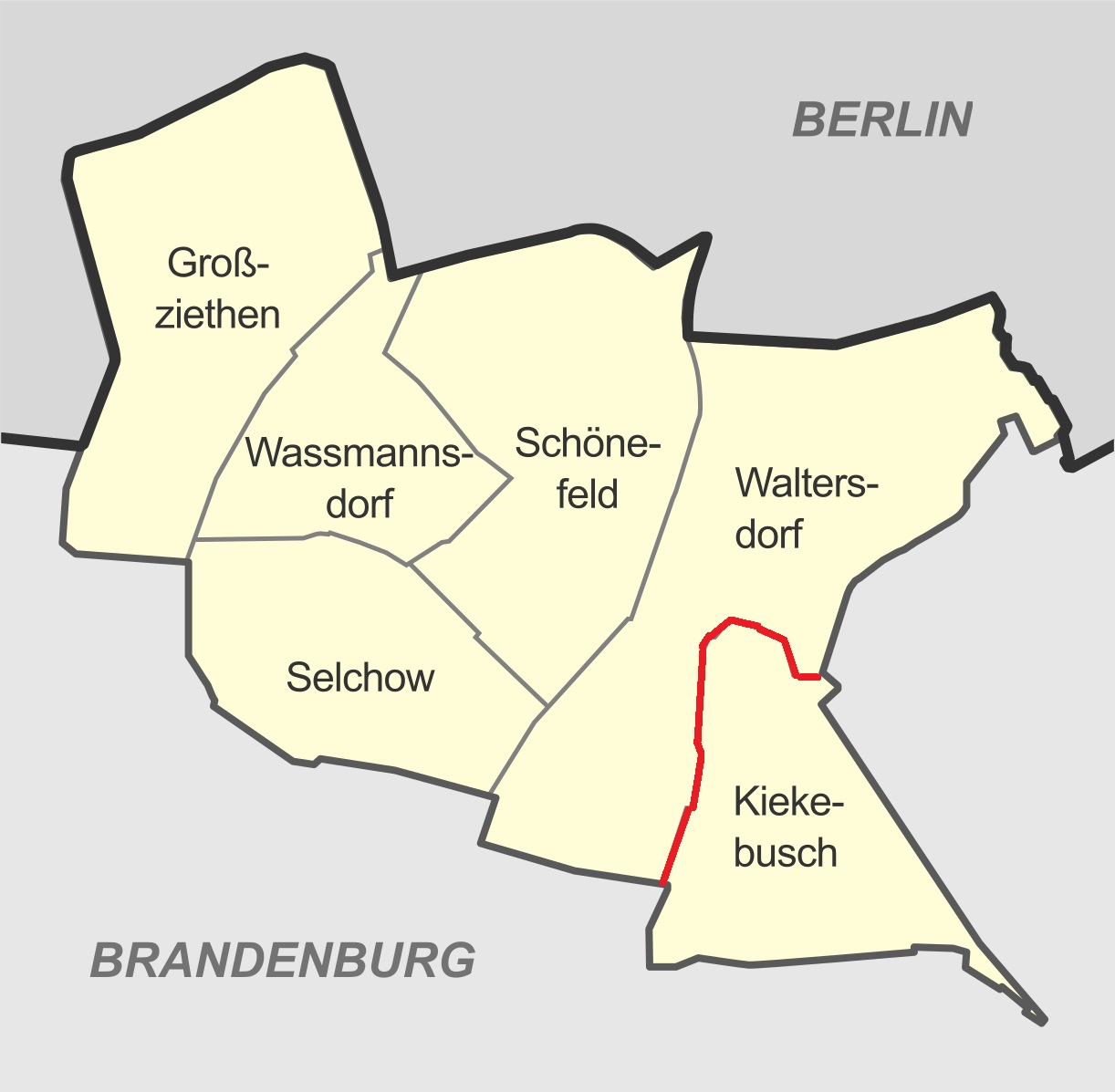
Lage des Ortsteils Kiekebusch in der Gemeinde Schönefeld

Kiekebusch (niedersorbisch Groźc ) ist ein Ortsteil der Gemeinde Schönefeld im Landkreis Dahme-Spreewald (Brandenburg). Kiekebusch war bis 2003 eine selbständige Gemeinde.

## Lage
Kiekebusch liegt südöstlich von Berlin im Landkreis Dahme-Spreewald, knapp 3 km nördlich vom Autobahnkreuz Schönefeld fast direkt an der A 113. Die Gemarkung von Kiekebusch grenzt im Norden an die Gemarkung von Waltersdorf, im Osten an Miersdorf sowie jeweils über kurze Strecken an Schulzendorf und Wildau, im Süden an Deutsch Wusterhausen und Ragow, und im Westen an die Gemarkungen von Brusendorf und Rotberg. Der Ort liegt auf 40 m ü. NHN und ist über die L 402 über Rotberg und über einen Abzweig von der L 400 östlich des Ortes zu erreichen. Drei nennenswerte Fließgewässer auf der Gemarkung sind: der Karlshofer Vorfluter, der in den Rotberger Flutgraben mündet, und dieser mündet in den Selchower Flutgraben. Im Bereich des Selchower Flutgraben befindet sich ein kleiner Teich.
Die ehemalige Gemeinde und heutige Gemarkung schließt den bewohnten Gemeindeteil Karlshof ein. Etwas abgesondert von der geschlossenen Bebauung des Ortskern liegt die Siedlung (Straßenname heißt ebenfalls Siedlung).

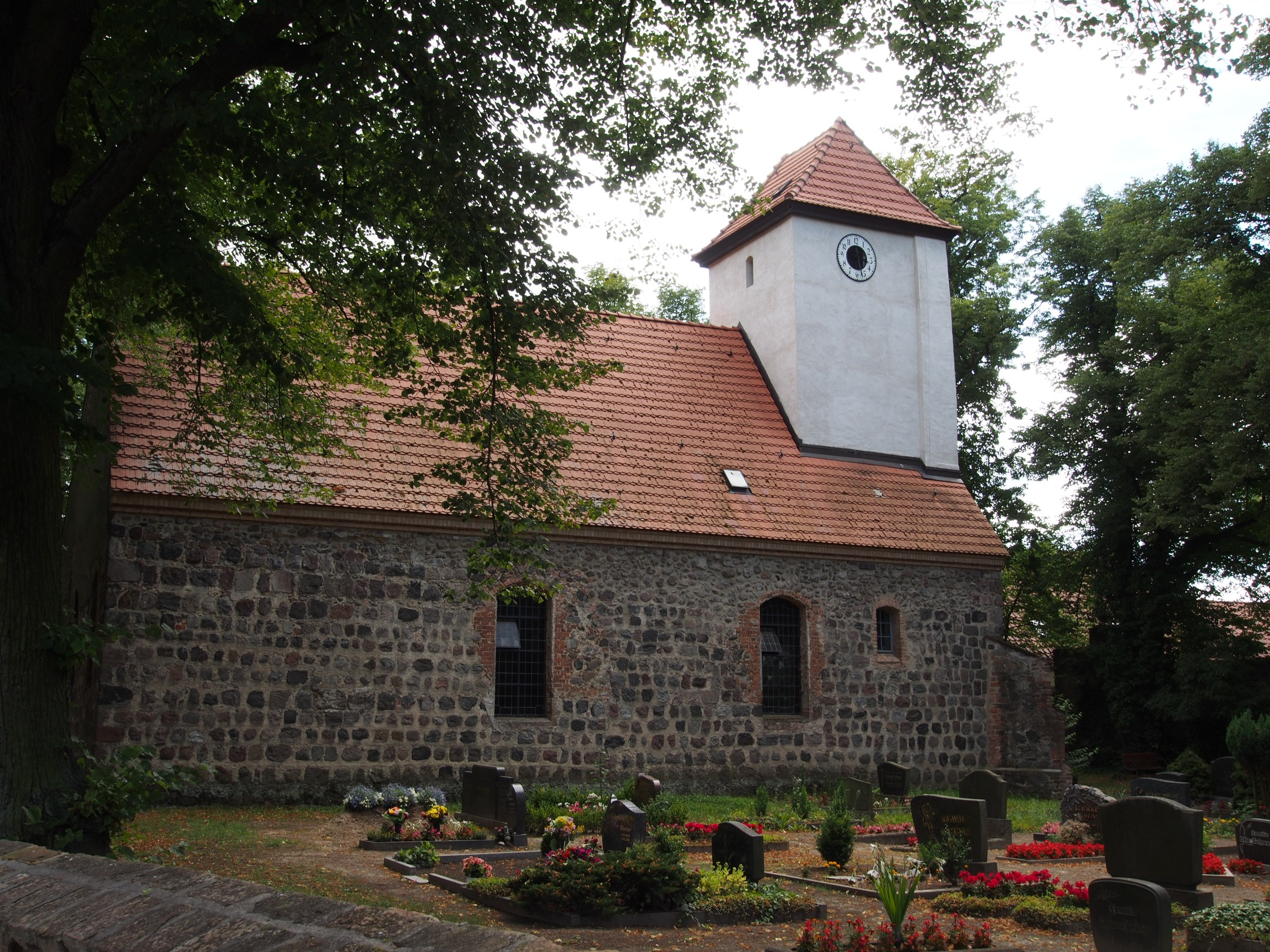
Dorfkirche

## Geschichte
Der Ort wurde 1318 erstmals urkundlich erwähnt. Schlimpert deutet den Namen als Satznamen, von Kiek (sieh) in den Busch. Die imperativische Form ist für die Bezeichnung von Örtlichkeiten vergleichsweise häufig (vgl. auch Siehdichum). Er deutet Kiekebusch als ursprünglichen Waldnamen. Nach der Dorfform war Kiekebusch ein Sackgassendorf, das durch ein früheres Rittergut etwas verändert wurde.

### 14. Jahrhundert
1318 einigten sich die Dorfherren von Rotzis und Kiekebusch, dass ihre Bauern gemeinsam Gräben ziehen und diese Gräben auch regelmäßig räumen sollten, um das Wasser aus dem Luch abzuleiten, „damit die Leute nicht in Verderb und Armuth geraten“.
Eine etwas ausführlichere urkundliche Erwähnung findet sich wie in vielen vergleichbaren Fällen erst im Landbuch Karls IV. vom Jahr 1375.

„Kikebusch 42 mansi sunt, quorum plebanus habet 3 liberos, prefectus habet 5 mansos liberos, pro quo tenetur equum pheodalem, 1 talentum. Quilibet dat 9 modios siliginis et 9 modios avene in pactum, in censum et precariam dat quilibet 5 solidos Heynege de Richenbach cum pacto, sed Johannes Litzen, civis in Berlin habet in precariam de 3 mansis de quolibet 2½ solidos forte in pignore. 7 sunt curie cossatorum, quelibet dat 1 solidum agricolis. Taberna dat 10 solidos Heynege de Richenbach, qui eciam habet iudicium supremum et infimum cum servicio curruum et habet eandem villam a domino Damis annis plurimis cum iure patronatus et duodecim pullis fumalibus. Dominum marchio nichil habet ibi, eciam non recordantur dominum marchionem ibi aliquid habuisse. Molendinum desertum dat dominum Nicol Lintow, fratri ordinis predicatorum, 1½ chorum siliginis et Richenbach 5 solidos.“

Die Feldmark von Kiekebusch hatte zu dieser Zeit 42 Hufen, von denen fünf, von Abgaben befreite Hufen dem Schultheiß und drei freie Hufen dem Pfarrer zustanden, also mussten 34 bäuerliche Hufen Abgaben entrichten. Der Schultheiß musste für seine Freihufen ein Lehnpferd stellen oder ein Talent bezahlen. Jede Hufe gab neun Scheffel an Roggen und neun Scheffel Hafer an Pacht, und an Zins und Bede 5 Schillinge. Diese Abgaben flossen zum großen Teil dem Ortsherrn Heynege de Richenbach zu, mit Ausnahme der Bede von drei Hufen in Höhe von 2½ Schillingen, die im Pfandbesitz des Berliner Bürgers Johannes Litzen waren.
Die sieben Kossäten mussten jeweils ein Schilling an die Bauern bezahlen. Wie viele Bauern im Dorf ansässig waren, ist nicht überliefert. Das Ober- und Untergericht, das Kirchenpatronat und die Wagendienste gehörten Heynege von Reichenbach. Auch der Krug musste ihm 10 Schillinge geben. Die (Wasser-?)Mühle war zu dieser Zeit verlassen. Die Abgaben in Höhe von 1½ Wispel Roggen gingen vorher, als die Mühle noch in Betrieb war, einerseits an den Predigermönch Nicol Lintow, und andererseits 5 Schillinge an den Ortsherrn Heynege de Richenbach. Der Markgraf besaß nichts in Kiekebusch und man erinnerte sich auch nicht, dass er jemals etwas in dem Dorf besessen hätte. Heynege de Richenbach hatte das Dorf erst vor mehreren Jahren von einem Herrn von Damis gekauft. Ernst Fidicin nimmt an, dieser Damis könnte mit dem Richard von Dame identisch sein, der sich 1373 im Gefolge des Kaisers Karl IV. befand. Heynege de Richenbach ist wahrscheinlich mit dem Heinrich de Richenbach identisch, der seinen Rittersitz mit 12 Hufen in Schulzendorf hatte.
Interessanterweise gibt es unmittelbar nordwestlich der Siedlung eine Flur namens Weinberg, sicher ein Hinweis auf früheren Weinbau auf der Gemarkung. In den spätmittelalterlichen und frühneuzeitlichen Urkunden findet sich jedoch kein Hinweis auf Weinbau bei Kiekebusch.

### 15. und 16. Jahrhundert

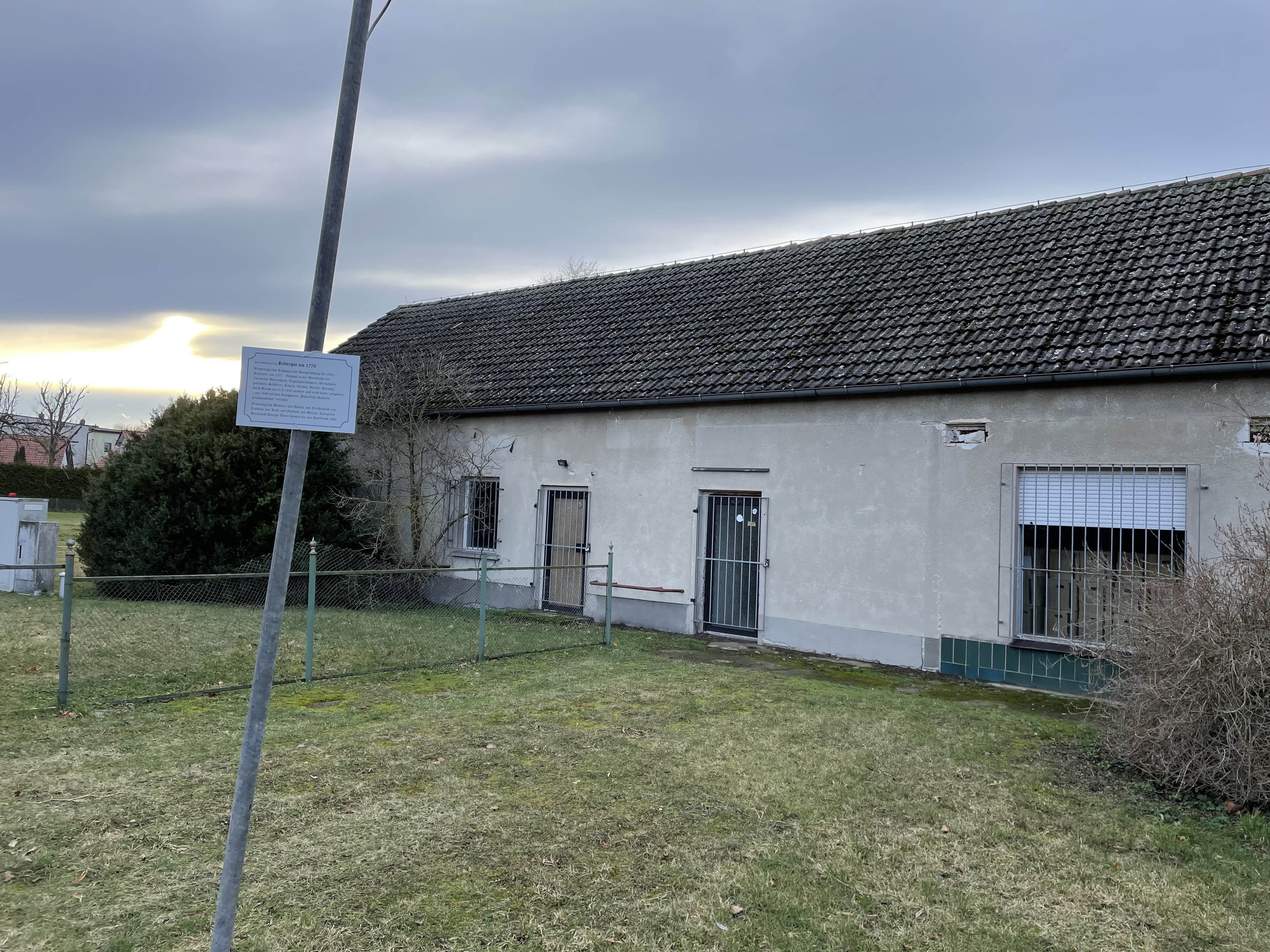
Standort des Rittersitzes

1435 belehnte Markgraf Johann die Brüder Otto und Heinrich von Hake, Söhne des Hans von Hake u. a. auch mit dem halben Dorf Kiekebusch. In die gesamte Hand aufgenommen war sein Hofrichter Achim von Hake. Nach dem Schossregister von 1450 gehörte Kiekebusch jeweils zur Hälfte den von Hake und einem Mußlow in Waßmannsdorf. Da der Markgraf nach Aussage des Landbuches von 1375 in Kiekebusch nichts besaß, muss das Lehen heim gefallen sein, sodass der Markgraf das Lehen neu vergeben konnte. Der Pfarrer hatte drei freie Hufen und der Landschöffe oder Schultheiß hatte zwei freie Hufen. Die anderen Hufen gaben jeweils 5 Scheffel Roggen, fünf Scheffel Hafer und 6 Groschen. Der Krug gab 15 Groschen. Die drei Kossäten gaben 15 Groschen. Die Mühle musste 16 Scheffel Roggen aufbringen.
Die Belehnung der von Hake (Hinricke, Asmus, Heynen, Achim, Otten und Hansen Gebrüder und Vettern) wurde von Kurfürst Albrecht 1475 erneuert. In letzterer Urkunde heißt es sogar dat dorp kykebusch. Otto von Hake hatte inzwischen auch die andere Hälfte erworben, und sie auf seine beiden Söhne Erasmus und Heinrich vererbt. 1495 bezogen die von Schlabrendorf zu Großbeuthen einen kleinen Zins in Höhe von 15 Groschen aus Kiekebusch. 1496 erwarb Erasmus von Hake und sein Neffe Joachim, der Sohn seines bereits verstorbenen Bruders Heinrich auf Kleinmachnow ein Vorwerk mit 32 Stück Land zwischen Kiekebusch und Waltersdorf gelegen von den Brüdern Achim, Baltzer und Caspar Enderlin. 1511 erneuerte Kurfürst Joachim I, die Belehnung des Erasmus von Hake mit Kiekebusch. Erasmus von ist nach 1524 gestorben. Das Vorwerk wird 1542 noch erwähnt, danach wurde es wohl aufgegeben. Nach dem Tod des Vaters Erasmus, übernahm Christof I. u. a. auch Kiekebusch. Um 1535 heiratete er Elisabeth Brand von Lindau, Tochter des Friedrich Brand von Lindau auf Wiesenburg, mit der er fünf Kinder hatte, drei Söhne und zwei Töchter. Er ist letztmals urkundlich am 28. Dezember 1559 erwähnt. Seine beiden Söhne Erasmus und Friedrich, der dritte Bruder war schon um 1568 verstorben, gingen 1583 in Konkurs. Ihre Güter, darunter auch Kiekebusch wurden in der Zwangsversteigerung von ihrem Vetter Otto IV. von Hake für 17.000 Taler erworben. Otto IV. heiratete um 1560 Margarethe von der Schulenburg adH Altenhausen, Tochter des Matthias von der Schulenburg und der Anna von Wenckstern. Mit ihr hatte er fünf Söhne und fünf Töchter. Otto starb am 12. April 1590 im Alter von 69 Jahren. Margarethe von der Schulenburg ist die Erbauerein der Dorfkirche in Kleinmachnow. In der folgenden Gütertrennung unter den fünf Brüdern fiel der von ihrem Vater Otto erworbene Anteil des Erasmus und Friedrich von Hake, darunter auch Kiekebusch an Daniel von Hake.

### 17. und 18. Jahrhundert

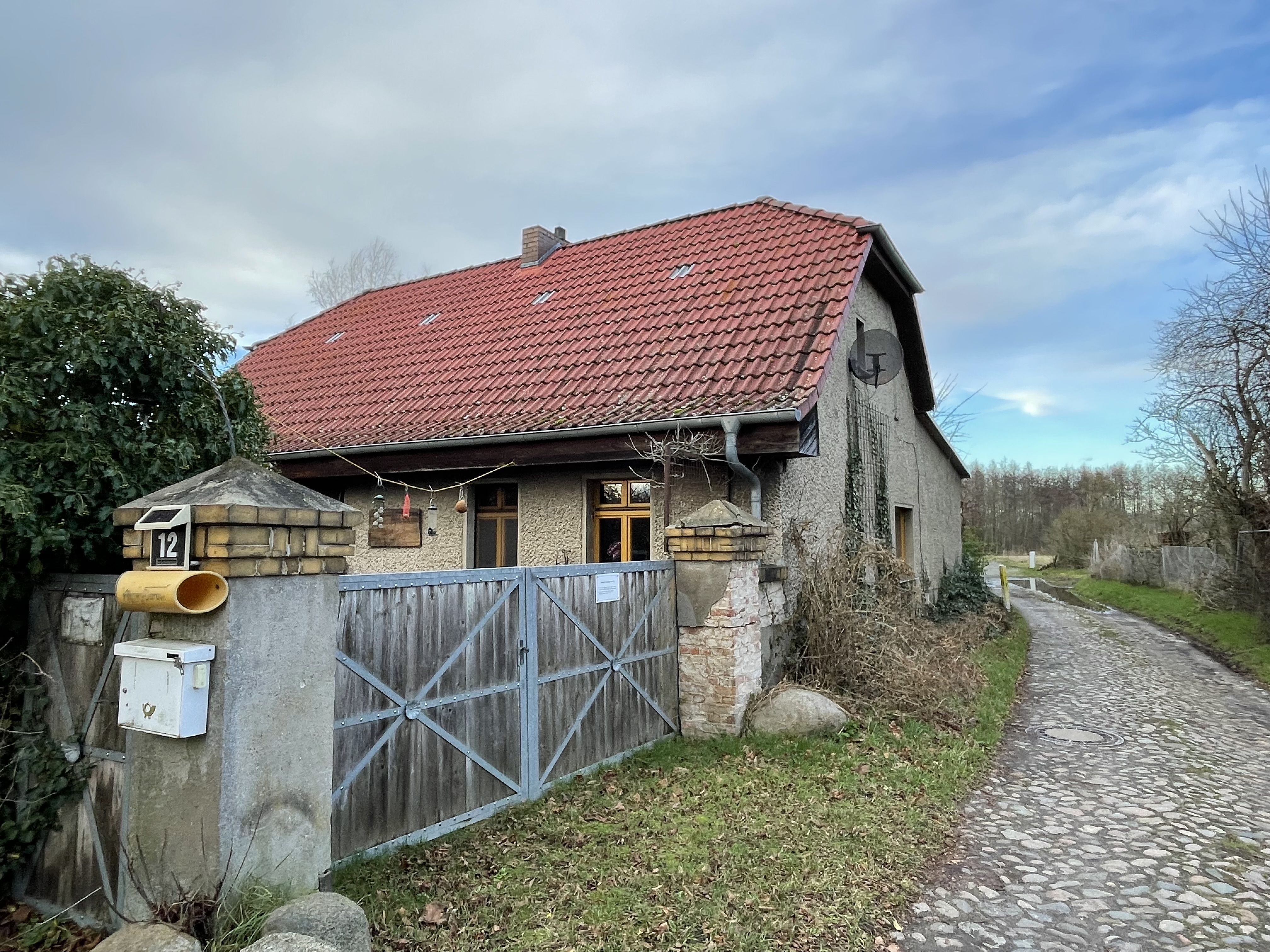
Ehemaliges Bauerngut Dornbusch

Daniel von Hake war zweimal verheiratet, in erster Ehe mit Lucretia Maria von Eickstedt, die bereits 1625 starb und in zweiter Ehe mit Brigitte von der Groeben, Tochter des brandenburgischen Amts- und Kammerpräsidenten, Oberjägermeisters und Amtshauptmann zu Zossen und Trebbin Ernst von der Groeben auf Kotzeband, Merwitz, Döberitz, Paaren, Wernitz, Hoppenrade und Schorin, und der Klara von Kötschau adH Schafstedt, die er 1629 heiratete. Seine Braut Brigitte von der Groeben brachte ihm 1.500 Gulden Ehegeld in die Ehe. Das Paar hatte sieben Kinder; es sind aber nur die Namen von drei Kinder bekannt. der Sohn Levin Ernst, und die Töchter Elisabeth Sabine und Anna Catharina.
Schon 1608 hatten die von Hake einen Rittersitz in Kiekebusch errichtet, der damals von der Witwe des Otto, Margarethe von der Schulenburg und Mutter des Daniel bewohnt wurde; sie starb 1609. Dieser Rittersitz war aus zwei ausgekauften Bauernhöfen mit neun Hufen eingerichtet worden. 1618 waren diese Hufen frei gewilligt worden, d. h. von den darauf lastenden bäuerlichen Abgaben befreit worden.
In einem Schosskataster aus dem Jahr 1624 wurden 11 Hüfner-Stellen genannt, die ursprünglich Pacht und Zins zahlen mussten. Nachdem aber zwei Güter mit neun Hufen ausgekauft waren, verblieben noch neun bäuerliche Wirtschaften mit 31 Hufen. Neben den neun Bauern saßen noch fünf Kossäten, ein Müller, ein Hirte, ein Laufschmied und ein Paar Hausleute in Kiekebusch.
Am 29. August 1625 verkaufte Dietloff II. von Hake auf Flatow die Roggen- und Haferpächte, Rauchhühner und Fleischzehnte in Kiekebusch um 700 Taler an Daniel und Hans Georg von Hake auf Kleinmachnow. Am 14. März 1626 erhielten sie den Lehnbrief. Daniel von Hake und sein Neffe Otto, Sohn seines verstorbenen Bruders Hans Georg verkaufte das Dorf Kiekebusch am 13. Januar 1645 um 6.600 Taler an Hans Christoph von Beeren unter Vorbehalt des Wiederkaufrechtes.
Im Dreißigjährigen Krieg wurde der Ort schwer verwüstet. 1651 lebten lediglich noch drei Bauern im Ort. Der Wiederaufbau von Kiekebusch muss aber zügig vorangegangen sein, denn bereits 1671 waren wieder neun Hüfner und fünf Kossäten ansässig. Damit war der Vorkriegszustand wieder erreicht. Hans Christoph von Beeren war der Sohn des Otto von Beeren aus Großbeeren, und mit Elisabeth Sophia von Hake adH Kleinmachnow verheiratet. Sie war die Tochter des Hans Georg von Hake und der Hedwig Maria von Schlabrendorf von Kleinmachnow. 1678 erhielt Hans Georg von Beeren, der Sohn des Hans Christoph den Lehnbrief über das Gut Kiekebusch. 1671 hatte die Tochter Catharina Elisabeth des Hans Christoph von Beeren den Gottfried von Hake aus Genshagen geheiratet. Das Ehegeld wurde auf 1.500 Taler festgesetzt. 1674 heiratete Hans Georg Ursula von Otterstedt, Tochter des Alexander von Otterstedt auf Dahlewitz und Jühnsdorf und der Agnes von Hake. Als Ehegeld erhielt Ursula 1200 Taler. In den Jahren 1693 und 1694 vergrößerten Handwerker die Kirche in Kiekebusch um eine Patronatsloge an der Südseite, und 1718 wurde sie um einen Kirchturm erweitert.
Um 1711 sah die Sozialstruktur im Dorf wie folgt aus, sechs Bauern, drei Kossäten, der Laufschmied, der Hirte, der Schäfer, der Knecht und ein Paar Hausleute. 31 Hufen zinsten; neun Hufen gehörten zum Rittergut.
1716 war Hans Georg von Beeren gestorben. Erbe war sein Sohn Ernst Ludwig von Beeren, später in der preußischen Armee bis zum Oberstwachtmeister aufgestiegen. Ernst Ludwig klagte 1716 gegen die mitbelehnten Brüder Friedrich Wilhelm, Friedrich Wilhelm Arnold und Carl Ludwig von Beeren, weil sie ihm die Aufnahme eines Kredits von 1.000 Talern verweigerten. Er war Erbherr auf Großbeeren und Kiekebusch. 1727 erwarb er außerdem das Rittergut Zinnitz bei Calau. Am 5. Juni 1727 kaufte August Wilhelm Prinz zu Preußen bzw. im Hintergrund der brandenburgische Kurfürst und König in Preußen Friedrich Wilhelm I. das Dorf und Vorwerk Kiekebusch für 20.000 Taler von Major Ernst Ludwig von Beeren. Zusammen mit dem 1729 gekauften Dorf und Vorwerk Rotzis (später Rotberg) bildete er das Amt Rotzis, das er seiner Herrschaft Königs Wusterhausen zuwies.
1745 gab es wieder einen Krug, und eine Windmühle ist ebenfalls erwähnt. Die Windmühle muss jedoch bedeutend früher aufgebaut worden sein, denn ein Müller ist schon 1685 erwähnt. 1771 standen neun Giebel (= Wohnhäuser) im Ort. 1773 wird die Windmühle als im privaten Besitz erwähnt.

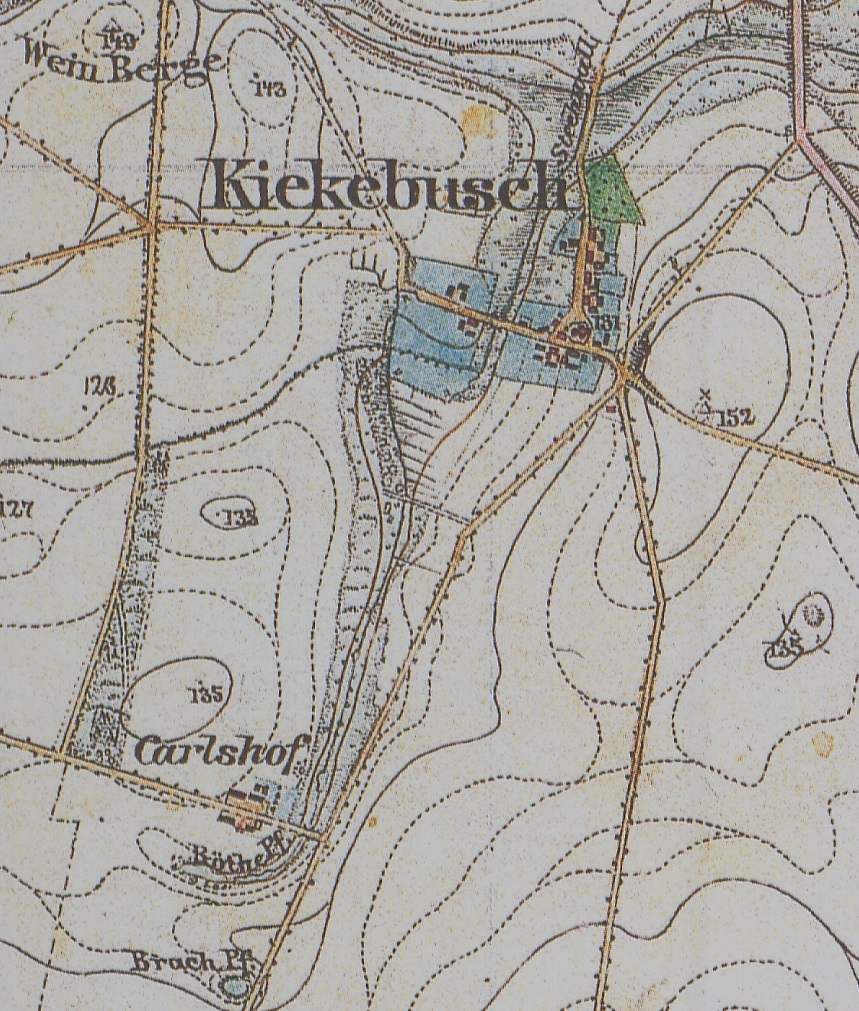
Kiekebusch und Karlshof auf dem Messtischblatt 1:25.000 3647 Zeuthen von 1869

### 19. bis 21. Jahrhundert

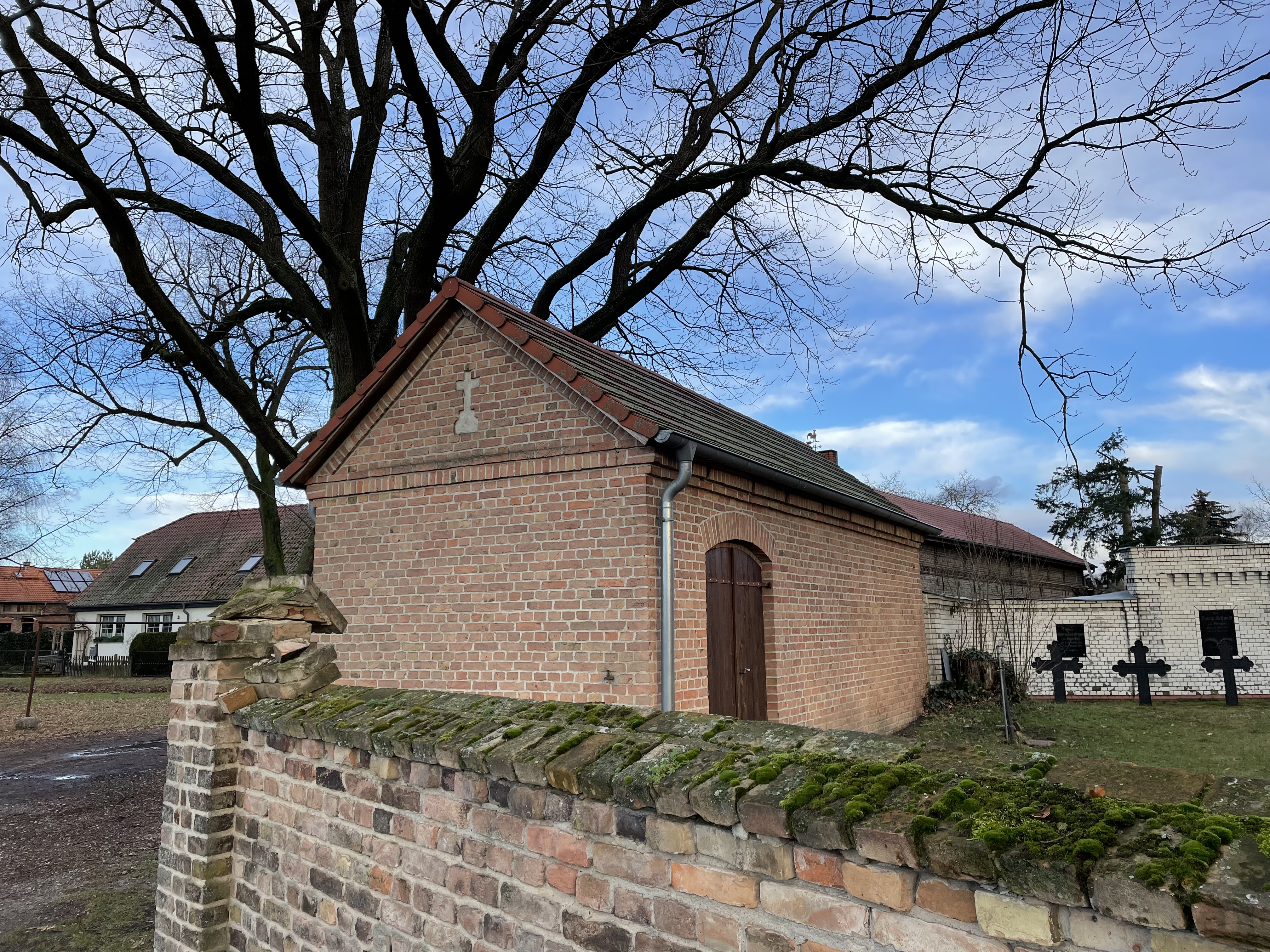
Spritzenhaus der Freiwilligen Feuerwehr, um 1900

1801 wohnten sechs Bauern, drei Kossäten, drei Büdner und drei Einlieger im Ort. Es gab einen Schmiede, einen Krug und eine Windmühle. Die Feldmark enthielt 31 Bauernhufen und 13 abgabenfreie Ritterhufen, die zum Vorwerk gehörten. Insgesamt gab es 22 Feuerstellen (Wohnhäuser) im Ort. 1840 gab es dagegen nur noch 18 Wohnhäuser. Am 31. August 1842 brannten das Rittergut sowie ein Teil des Ortes ab. Während die Häuser wiederaufgebaut wurden, verfiel das Gutshaus und die Wirtschaftsgebäude bzw. wurden nicht wieder aufgebaut. Ein neues Gut und Pächterhaus wurde 1843/44 in Karlshof aufgebaut.
1851/52 wurde die Chaussee von Königs Wusterhausen nach Berlin gebaut, die jetzige L 400. Bei den Verhandlungen ging es vor allem um die Unterhaltung des Dammes und der Brücke über den Selchower Flutgraben, die zum großen Teil auf der Gemarkung von Kiekebusch lagen. Die Chaussee bildet(e) über eine weite Strecke die östliche Gemarkungsgrenze und querte die Gemarkung nur an der nordöstlichen Ecke.
1858 wurde Kiekebusch als Dorf mit sieben Hofeigentümern und einem Pächter beschrieben. Diese Grundbesitzer hatten 14 Knechte und Mägde beschäftigt sowie acht Tagelöhner. Sieben Landwirte betrieben ihre Höfe im Nebenerwerb. An Handwerkern wird ein Schneidermeister, ein Zimmermeister und ein Maurergeselle genannt. Weiter gab es eine Schenke oder Krug im Ort. Kiekebusch hatte aber auch fünf Arme zu versorgen.
1860 gab es in Kiekebusch (ohne Karlshof) zwei öffentliche Gebäude, 16 Wohngebäude und 29 Wirtschaftsgebäude, darunter eine Windgetreidemühle. 1873 hatte Kiekebusch 187 Einwohner, die in den 21 Wohnhäusern des Dorfes lebten.
1900 war das Dorf auf 22 Wohnhäuser angewachsen, und 1931 wurde 30 Wohnhäuser gezählt. 1939 gab es vier land- und forstwirtschaftliche Betriebe in der Größenordnung von 20 bis 100 ha, 33 Betriebe mit 10 bis 20 ha, einen Betrieb mit 5 bis 10 ha und drei Kleinstbetriebe mit 0,5 bis 5 ha.
Nach dem Zweiten Weltkrieg wurden 60 ha Forst enteignet und davon 17 ha an sieben Altbauern aufgeteilt. 1953 entstand bereits erste LPG's in Karlshof und in Kiekebusch. Die LPG in Kiekebusch löste sich wieder auf. 1958 entstand eine neue LPG Typ I in Kiekebusch; 1960 gab es sogar zwei LPG Typ I mit zusammen 27 Mitgliedern und 277 ha landwirtschaftliche Nutzfläche in Kiekebusch. 1961 wurden die beiden LPG's miteinander vereinigt und 1971 in eine LPG Typ III umgewandelt. Die LPG Karlshof war 1973 schon ein Betriebsteil der LPG in Rotberg. 1975 erfolgte der Zusammenschluss der LPG's Kiekebusch, Diepensee und Rotberg mit Sitz in Rotberg.
Der Ort ist auch im 21. Jahrhundert nach wie vor von der Landwirtschaft geprägt.
| Bevölkerungsentwicklung von 1734 bis 1997 | Bevölkerungsentwicklung von 1734 bis 1997 | Bevölkerungsentwicklung von 1734 bis 1997 | Bevölkerungsentwicklung von 1734 bis 1997 | Bevölkerungsentwicklung von 1734 bis 1997 | Bevölkerungsentwicklung von 1734 bis 1997 | Bevölkerungsentwicklung von 1734 bis 1997 | Bevölkerungsentwicklung von 1734 bis 1997 | Bevölkerungsentwicklung von 1734 bis 1997 | Bevölkerungsentwicklung von 1734 bis 1997 | Bevölkerungsentwicklung von 1734 bis 1997 | Bevölkerungsentwicklung von 1734 bis 1997 | Bevölkerungsentwicklung von 1734 bis 1997 | Bevölkerungsentwicklung von 1734 bis 1997 | Bevölkerungsentwicklung von 1734 bis 1997 | Bevölkerungsentwicklung von 1734 bis 1997 | Bevölkerungsentwicklung von 1734 bis 1997 | Bevölkerungsentwicklung von 1734 bis 1997 | Bevölkerungsentwicklung von 1734 bis 1997 |
| ----------------------------------------- | ----------------------------------------- | ----------------------------------------- | ----------------------------------------- | ----------------------------------------- | ----------------------------------------- | ----------------------------------------- | ----------------------------------------- | ----------------------------------------- | ----------------------------------------- | ----------------------------------------- | ----------------------------------------- | ----------------------------------------- | ----------------------------------------- | ----------------------------------------- | ----------------------------------------- | ----------------------------------------- | ----------------------------------------- | ----------------------------------------- |
| Jahr                                      | 1734                                      | 1772                                      | 1801                                      | 1817                                      | 1840                                      | 1858                                      | 1871                                      | 1895                                      | 1910                                      | 1925                                      | 1939                                      | 1946                                      | 1964                                      | 1971                                      | 1981                                      | 1991                                      | 2002                                      | 2015                                      |
| Einwohner                                 | 113                                       | 107                                       | 139                                       | 112                                       | 119                                       | 136                                       | 163                                       | 178                                       | 253                                       | 163                                       | 300                                       | 377                                       | 201                                       | 183                                       | 169                                       | 150                                       | 193                                       | 208                                       |

## Die Kiekebuscher Windmühle
Die Kiekebuscher Windmühle befand sich knapp 100 Meter östlich des östlichen Ortsausgang auf einem kleinen Hügel. Heute verläuft dort die Autobahn A 113. Die Erwähnung des Müllers Peter Busse im Jahr 1685 belegt auch die Existenz einer ersten Windmühle in Kiekebusch, 1739 wurde die dortige Windmühle und ebenso die Waltersdorfer Windmühle an den Müller Johann Christian Dahme verkauft. 1746 betrieb Christoph Kegel die Windmühle in Kiekebusch. Leider sind die Kiekebuscher Müller bisher nur wenig bekannt.

### Die Kiekebuscher Müller (Übersicht)
- 1685 Peter Busse, Müller zu Kiekebusch[31]
- 1739 Johann Christian Dahme, Müller[30]
- 1746 (Johann) Christoph Kegel, Müller[32]
- 1889, 1895 Kirste[33][34]

## Das Vorwerk Kiekebusch
Das Amt Rotzis mit Dorf und Vorwerk in Kiekebusch und Dorf und Vorwerk in Rotzis wurden bis etwa 1839 in Generalpacht gegeben. Um 1839 wurde das Amt Rotzis in ein Rentamt umgewandelt, das gemeinsam mit den Ämtern Königs Wusterhausen und Waltersdorf von einem Amtmann verwaltet wurde. Die Vorwerke wurden zunächst zusammen, ab 1860 getrennt verpachtet.
1839 wurden die Vorwerke in Rotzis und Kiekebusch an den Amtmann Karl Friedrich Ackermann verpachtet. Nach dem Brand von 1842 wurde das Gutshaus und Wirtschaftsgebäude des Vorwerks in Kiekebusch nicht wieder aufgebaut, sondern wurden von dem damaligen Pächter Karl Friedrich Ackermann 1843/44 in Karlshof neu aufgebaut. Ab etwa 1860 wurden die beiden Vorwerke getrennt verpachtet. Diese Pächter finden sich unter Karlshof.

### Pächter
- (1817) bis 1831 Johann Friedrich Christian Romanus, Beamter[36][37][38]
- 1832 vacat
- (1833) 1834 bis 1839 Karl Christian Dierke, Amtmann[39][40]
- 1839 bis 1847 Karl Friedrich Ackermann, Oberamtmann[35][41]

## Kommunale Geschichte
Kiekebusch liegt in der historischen Landschaft des Teltow. Im 16. Jahrhundert organisierten sich die Landstände im Teltowischen Kreis, der bis 1816 Bestand hatte. Er ging zunächst im Kreis Teltow-Storkow auf, der 1835 wieder aufgelöst wurde. Der Landkreis Teltow hatte in etwa wieder den Umfang des Teltowischen Kreises und hatte bis 1952 Bestand. In der Kreisreform von 1952 in der damaligen DDR wurde die historischen Kreise aufgelöst und in kleinere Kreise zerlegt. Kiekebusch kam zum neugeschaffenen Kreis Königs Wusterhausen im ebenfalls neugebildeten Bezirk Potsdam. Nach der Wende wurde dieser Kreis mit den Kreisen Lübben und Luckau zum Landkreis Dahme-Spreewald vereinigt.
Kiekebusch bildete 1727/29 zusammen mit Rotzis das Amt Rotzis, das um 1836 zum Rentamt umgewandelt wurde. Die beiden Vorwerke wurden zunächst aber weiter zusammen verpachtet. Erst um 1860 erfolgte eine getrennte Verpachtung der beiden Vorwerke. In Kiekebusch kam es anscheinend erst mit der Auflösung der Ämter 1872/74 zur Bildung eines Gutsbezirk Karlshof. Vorher gehörte Karklshof zum Gemeindebezirk Kiekebusch. Mit der Bildung von Amtsbezirken 1874 in der damaligen Provinz Brandenburg kamen der Gemeindebezirk Kiekebusch und der Gutsbezirk Karlshof an den Amtsbezirk Nr.32 Groß Kienitz. 1928 wurde schließlich der Gutsbezirk Karlshof (wieder) mit dem Gemeindebezirk Kiekebusch zur Landgemeinde Kiekebusch vereinigt. Karlshof war 1932 und 1957 Wohnplatz von Kiekebusch, 1964 und 1970 hatte Karlshof Ortsteilstatus.
Nach der Wende wurden 1992 im Land Brandenburg zur Verwaltung der vielen kleinen Gemeinden Ämter gebildet. Kiekebusch schloss sich mit sieben anderen Gemeinden zum Amt Schönefeld zusammen. Mit der Eingemeindung am 26. Oktober 2003 in die Gemeinde Schönefeld endete die eigenständige Geschichte von Kiekebusch. Das Amt Schönefeld wurde wieder aufgelöst. Kiekebusch ist seither ein Ortsteil der Gemeinde Schönefeld. Der bisherige Ortsteil Karlshof hat nun den Status eines Gemeindeteils.
In Kiekebusch gibt es einen Ortsbeirat bestehend aus drei Personen, die aus ihrer Mitte den Ortsvorsteher wählen. Der Ortsvorsteher ist derzeit (2019) Detlef Bertram, sein Stellvertreter Alfred Schwartze.

## Kirchliche Geschichte
1460 wurde der Kiekebuscher Priester Georrius Keling in einer Urkunde erwähnt. Kiekebusch war bis 1900 immer Mutterkirche mit Tochterkirchen in Rotberg, Schulzendorf und Brusendorf. Im Mittelalter gehörte Kiekebusch zur Sedes Mittenwalde des Bistums Brandenburg an der Havel, 1634 zur Inspektion Mittenwalde. Um 1800 gehörte die Pfarre dann zur Inspektion bzw. zur Superintendentur Königs Wusterhausen.
Kiekebusch gehört derzeit (2019) zum Pfarrsprengel Selchow im Evangelischen Kirchenkreis Neukölln im Sprengel Berlin.

## Wappen
Blasonierung: „In Gold ein rot-bordiertes silbernes Stützbogenhochkreuz, belegt mit einem roten Fadenkreuz, der untere Längsbalken überdeckt von einem grünen Busch.“
Während das Kreuz die Lage der Ortschaft am Schönefelder Kreuz versinnbildlichen soll, das eine der wichtigsten Autobahnverbindungen im Südosten Berlins darstellt, verweist der grüne Busch als redendes Element auf den Ortsnamen.
Das Wappen wurde vom Heraldiker Frank Diemar gestaltet.

## Denkmale und Besonderheiten
Die Denkmalliste des Landes Brandenburg für den Landkreis Dahme-Spreewald verzeichnet nur ein Baudenkmal:
- Nr.09140446 Kiekebusch Schönefeld Am Amtsgarten, Kiekebuscher Dorfstraße Dorfkirche mit Kirchhof sowie Kirchhofsmauer. Die Dorfkirche Kiekebusch entstand vermutlich im 14. Jahrhundert und wurde in den Jahren 1693 und 1694 nach Süden hin durch den Anbau einer Patronatsloge erweitert. Der Westturm stammt von 1718. Im Kircheninneren steht unter anderem ein Altar aus der zweiten Hälfte des 17. Jahrhunderts.[48]

Eine weitere Besonderheit von Kiekebusch ist sein Tierfriedhof.
Nordöstlich von Kiekebusch schließt sich das Naturschutzgebiet Flutgrabenaue Waltersdorf an.

## Wirtschaft und Infrastruktur
Auf Grund der Lage zum Flughafen Schönefeld sowie der Bundesautobahn 113 eröffnete die Gemeinde Anfang der 2010er Jahre den Gewerbepark Schönefelder Kreuz. Dort sind mehrere Unternehmen und Gewerbetreibende ansässig.
Die nächstgelegenen Bahnstationen sind Flughafen BER an der Bahnstrecke Glasower Damm Ost–Bohnsdorf Süd und der Haltepunkt Eichwalde an der Bahnstrecke Berlin Warschauer Straße–Königs Wusterhausen.